# Jacques Dubochet
Pour les articles homonymes, voir Dubochet.

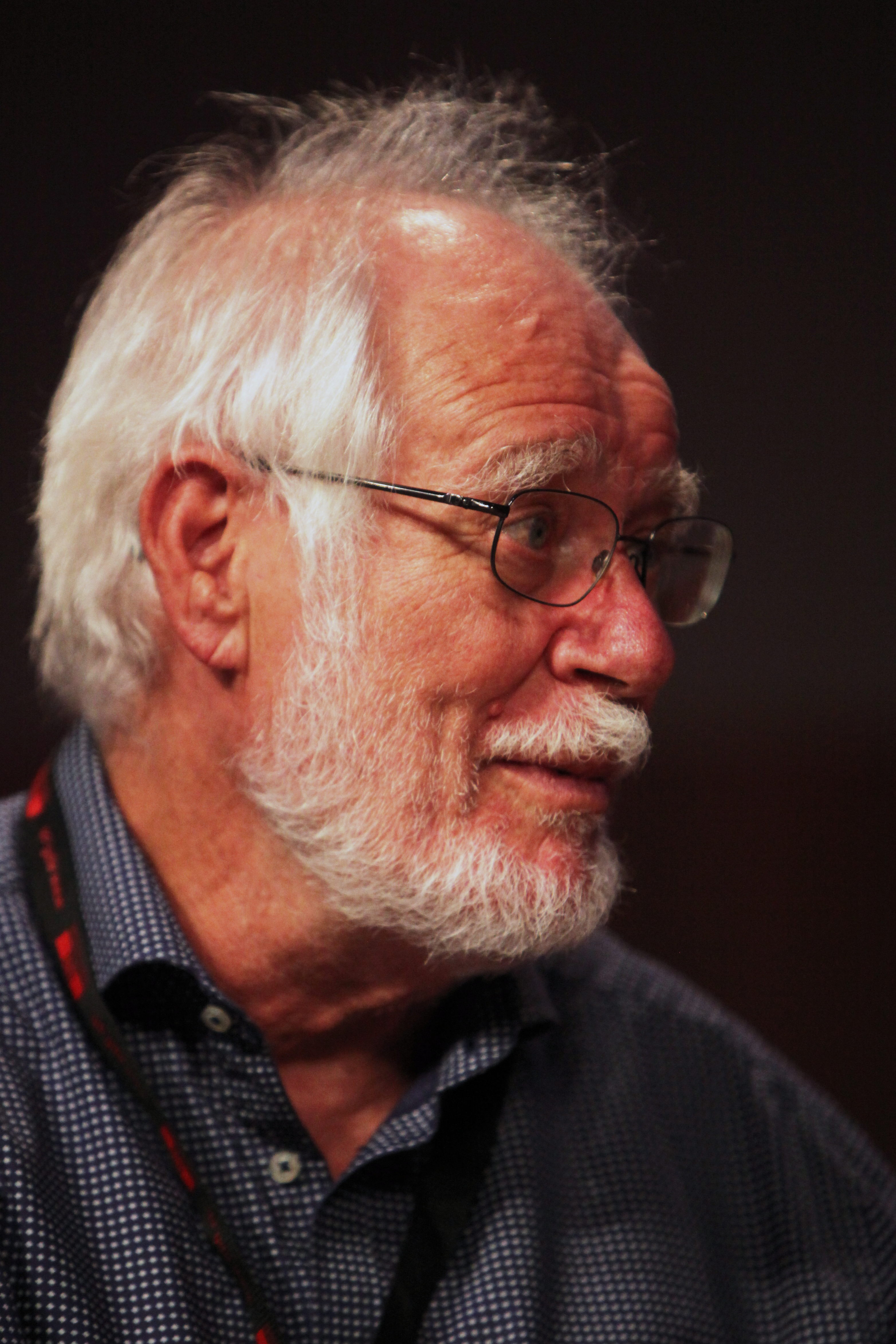
Jacques Dubochet (2018).

Jacques Dubochet, né le 8 juin 1942 à Aigle dans le canton de Vaud, est un biophysicien et universitaire suisse. Professeur honoraire à l'Université de Lausanne, il a reçu le prix Nobel de chimie en 2017, pour ses travaux sur la cryo-microscopie électronique.

## Biographie
Jacques Dubochet naît le 8 juin 1942 à Aigle dans le canton de Vaud, où il passe son enfance. Son père est ingénieur civil et s'occupe de barrages dans le canton du Valais. La famille retourne dans le canton de Vaud en 1952. Quant à son grand-père paternel, Robert Dubochet, il fut l'un des directeurs du chemin de fer Aigle-Leysin,. Jacques Dubochet était un enfant dyslexique.
Jacques Dubochet est marié à Christine Dubochet-Wiemken, historienne d'art, art-thérapeute et artiste. Il a poursuivi une psychanalyse pendant six ans, « l'une des deux meilleures réalisations de sa vie »,,.
Il obtient son diplôme d'ingénieur physicien à l'École polytechnique de l'Université de Lausanne (maintenant École polytechnique fédérale de Lausanne). Il soutient une thèse de doctorat en 1973, sous la direction d'Eduard Kellenberger (de), à l'Université de Genève puis à celle de Bâle.  
En 1978, John Kendrew l'engage comme chef du groupe d'application de la microscopie électronique au Laboratoire européen de biologie moléculaire, où il développe les bases de la cryo-microscopie.
En 1987, il est nommé professeur à l'Université de Lausanne, où il préside le département d'analyse ultrastructurale.
Outre ses activités de recherche, il contribue à développer le curriculum biologie et société, dont le but est de faire de chaque étudiant un aussi bon citoyen que biologiste. 
Jacques Dubochet prend sa retraite en 2007. En 2020 sort le film biographique Citoyen Nobel, réalisé par Stéphane Goël.

## Recherches
Il développe en 1978, au Laboratoire européen de biologie moléculaire, les bases de la cryo-microscopie électronique avec ses collaborateurs Alasdair McDowall et Marc Adrian. En particulier, ils mettent au point une méthode permettant l’obtention d’un fin film d’eau solide non cristallisée, par un procédé appelé vitrification, utilisant de l’éthane à environ −190 °C maintenu dans un bain-marie d’azote liquide,. Cette méthode permet de préparer des spécimens biologiques préservés dans leur milieu aqueux pour l’observation par microscopie électronique. 
Il continue ses recherches à l'Université de Lausanne au département d'analyse ultrastructurale sur la cryo-microscopie avec la méthode CEMOVIS, qui vise à étendre les techniques de cryo-microscopie électronique aux spécimens volumineux. Cette technique consiste à couper les spécimens vitrifiés en sections ultra-minces. Il poursuit également avec Andrzej Stasiak un programme de recherche sur la forme de l'ADN et de ses nœuds en solution vitrifiée.

## Distinctions
Il est récipiendaire en 2015 du Lennart Philipson Award de l'EMBL.
Le 4 octobre 2017, le comité Nobel annonce que Jacques Dubochet recevra, avec l'Américain Joachim Frank et le Britannique Richard Henderson, le prix Nobel de chimie pour ses travaux en cryo-microscopie électronique,. Le 10 décembre 2017, le roi de Suède Charles XVI Gustave remet au professeur Jacques Dubochet le prix Nobel de chimie à Stockholm. Il est le 28e suisse à recevoir un prix Nobel.
En 2021, un pôle de recherche en cryomicroscopie issu d'un partenariat entre les universités de Genève et de Lausanne et l'EPFL, avec un site dans les deux villes, est nommé en son honneur : le Centre d'imagerie Jacques Dubochet (Dubochet Center for Imaging, DCI),.

## Engagements

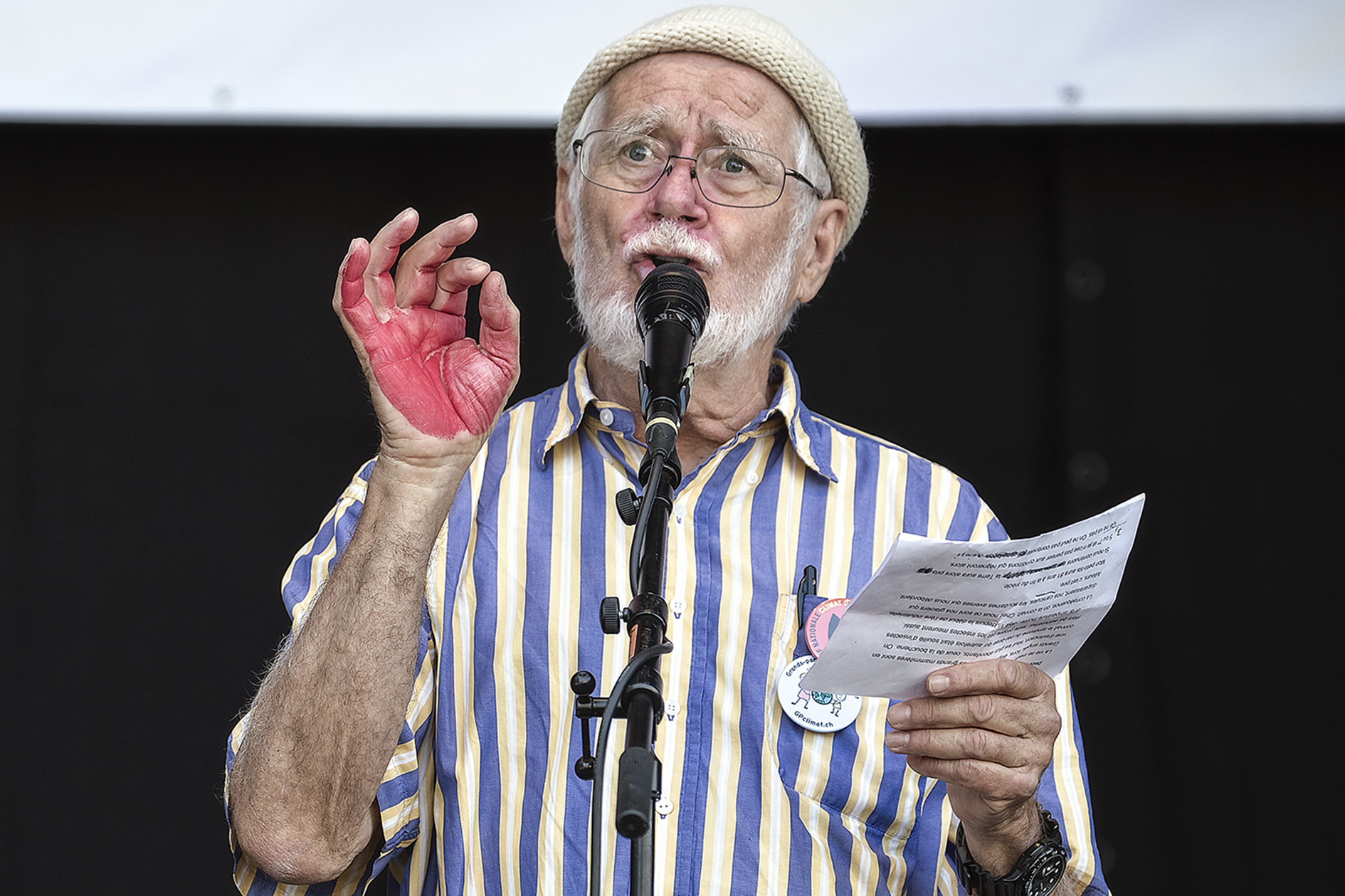
Prise de parole devant le Palais fédéral lors de la manifestation nationale pour le climat de 2019.

De 2011 à 2020, il est conseiller communal de la ville de Morges. Il fait partie de l’association des « Grands-parents pour le climat ».

## Publications

### Ouvrages
- Jacques Dubochet et Bertrand Kiefer, L'ADN devant le souverain : science, démocratie et génie génétique, Genève, Georg éditeur, 1997, 107 p. (ISBN 978-2-8257-0591-9).
- Jacques Dubochet, Parcours, Léchelles, Rosso Éditions, 2018, 216 p. (ISBN 978-2-940560-09-7).

### Articles
- (en) A. Alamoudi, D. Studer et J. Dubochet, « Cutting artefacts and cutting process in vitreous sections for cryo-electron microscopy », Journal of Structural Biology, vol. 150, no 1,‎ avril 2005, p. 109–121 (DOI 10.1016/j.jsb.2005.01.003)
- (en) J. Dubochet, « Cryo-EM : the first thirty years », Journal of Microscopy, vol. 245, no 3,‎ mars 2012, p. 221–224 (DOI 10.1111/j.1365-2818.2011.03569.x)

### Documentaire
- Citoyen Nobel, de Emmanuel  Gétaz / Dreampixies (prod.) et de Stéphane  Goël (réal.), scénario de Stéphane Goël et Emmanuel Gétaz, Agora Films, 4 mars 2020, 86 minutes [présentation en ligne]

### Interviews
- Dubochet Jacques, vidéo en ligne par Darius Rochebin, Jacques Dubochet, Pardonnez-moi, Radio télévision suisse, 8 octobre 2017 (consulté le 21 février 2020).
- Dubochet Jacques, vidéo en ligne par Nathalie Randin, Grand entretien avec le Prof. Jacques Dubochet - Prix Nobel de chimie 2017, UNIL Université de Lausanne, 13 juin 2018 (consulté le 21 février 2020).